# Munstergeleen
Munstergeleen (in limburgese Munstergelaen) è una frazione del comune di Sittard-Geleen, nella provincia del Limburgo (Paesi Bassi). Dal 1810 al 1982 Munstergeleen ha costituito un comune autonomo.
L'origine del nome non è certa, ma potrebbe riferirsi alla presenza di un monastero (risalente seconda metà del XII secolo) dipendente dall'abbazia benedettina di Saint-Vaast di Arras.
È patria del passionista Carlo di Sant'Andrea (canonizzato nel 2007) e dell'atleta Rens Blom.